# St. Peter und Paul (Hampersdorf)
Koordinaten: 48° 17′ 6,4″ N, 12° 10′ 27,7″ O
Die Filialkirche St. Peter und Paul ist ein zu Beginn des 16. Jahrhunderts im spätgotischen Stil entstandener Bau, gelegen auf einer Anhöhe am östlichen Ortsrand des Kirchdorfes Hampersdorf, einem Ortsteil der Stadt Dorfen im oberbayerischen Landkreis Erding. Auf 471 m ü. NHN war sie, bis zur nördlichen Ortsabrundung an der heutigen ED13, das höchstgelegene Gebäude in Hampersdorf. Die Kirche gehört zum Dekanat Erding im Erzbistum München und Freising.

## Geschichte
Die Kirche wurde wohl an Stelle einer „wesentlich älteren Vorgängerkirche“ errichtet. Als Indizien hierfür können das Peterspatrozinium sowie die wahrscheinliche Lage an einer alten Römerstraße gewertet werden.
Zum Patrozinium wird jedes Jahr am letzten Sonntag im Juni ein Dorffest auf der Wiese östlich der Kirche von der örtlichen Schützengesellschaft Germania Hampersdorf ausgerichtet.

## Architektur
Die Filialkirche war ursprünglich ein spätgotischer Saalbau, der in den Anfängen des 18. Jahrhunderts im Stil des Barock verändert wurde. Der Bau mit Putzgliederung hat ein dreijochiges Langhaus mit ⅜-Chorabschluss vom Anfang des 16. Jahrhunderts. Der Kirchturm im Westen wird gekrönt von einer Halbzwiebel mit Laternenaufsatz und wurde vermutlich von Anton Kogler errichtet, der auch um 1720 die Barockisierung der Kirche vornahm.

### Außenraum
Zur Kirche führt von dem östlich gelegenen ehemaligen Dreiseithof eine Treppe. Südlich der Kirche liegt eine Streuobstwiese. Der Kirchfriedhof von Hampersdorf wurde abgetragen, die Bewohner werden auf dem Friedhof in Dorfen beerdigt.

## Ausstattung

### Innenraum

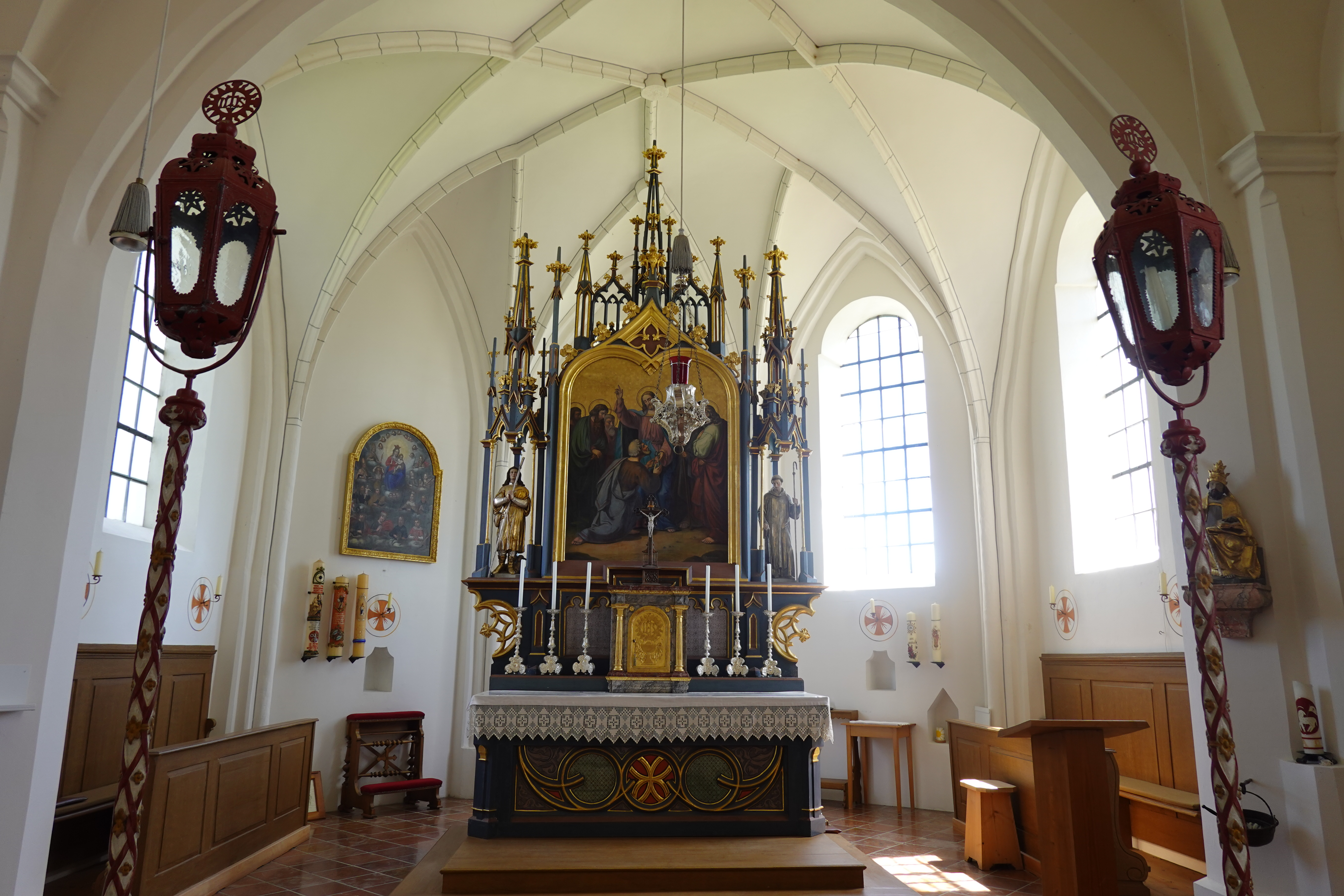
Innenansicht

An der Westwand unterhalb der Orgelempore sind Gedenktafeln für die Kriegsgefallenen aus Hampersdorf angebracht. Der neugotische Hochaltar zeigt das Gemälde der „Schlüsselübergabe an Petrus“ von 1868 und ist ein Werk des Dorfener Malers Ludwig Hack.

### Glocken
Die 130 kg schwere Glocke, die im Ton d klingt, wurde 1899 von der Erdinger Gießerei Bachmair gegossen. Im September 2009 wurde wieder eine zweite Glocke eingebaut, die circa 100 kg schwere Glocke wurde von der Glockengießerei Rudolf Perner in Passau gegossen und klingt im Ton g. Zusammen klingen die Glocken in einer Terz.
Bis 1899 hatte St. Peter und Paul zwei leichtere Bronzeglocken. Die ältere aus dem Jahr 1484 aus der Gießerei Ulrich war mit 63 kg auch die schwerere Glocke, die jüngere aus dem Jahr 1774 aus der Gießerei Reiffenstein aus Landshut wog 45 kg. Diese beiden Glocken wurden 1899 durch zwei Glocken aus der Gießerei Bachmair aus Erding ersetzt: Eine 218 kg schwere Glocke im Ton cis und eine 130 kg schwere im Ton d, die bis heute im Glockenturm hängt. Erstere musste 1917 als Kriegstribut für den Ersten Weltkrieg abgegeben werden, sodass bis 2009 nur eine Glocke im Turm hing.
Seit 2009 erklingt täglich um 12 Uhr ein Mittagsgeläut und werktags um 18 Uhr  beziehungsweise um 19 Uhr (während der Sommerzeit), sowie samstags um 15 Uhr ein Feierabendgeläut.